# Richard Roby
Pour les articles homonymes, voir Roby.
Richard Roby, né le 28 septembre 1985 à San Bernardino en Californie, est un joueur américain de basket-ball.

## Carrière
Il commença sa carrière professionnelle en 2008 en Israël. En début de saison 2012, il passa au club Provence Basket. Il est actuellement en poste au Japon.

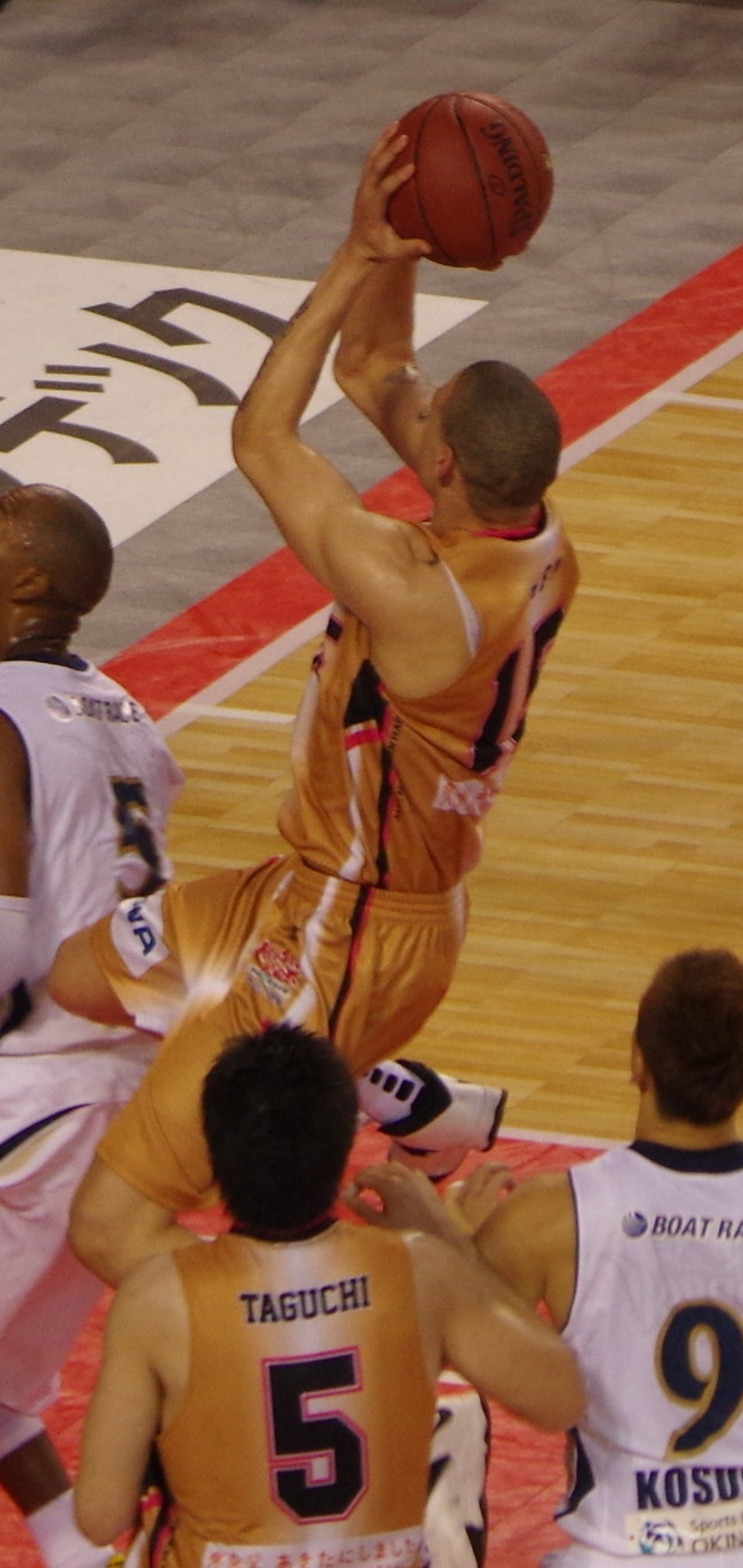